# Leon Thomas III
Leon Thomas III est un acteur, auteur-compositeur-interprète et réalisateur artistique né le 1er août 1993 dans le quartier de Brooklyn à New York.

## Filmographie

### Cinéma
- 2007 : August Rush : Arthur
- 2010 : Rising Stars : JR
- 2014 : Awkward Party : Leon Thomyork
- 2014 : Bad Ass 2 : Tucson
- 2014 : Sins of Our Youth : Peter
- 2015 : Runaway Island : Evan Holloway
- 2015 : Un gallo con muchos huevos : Soup Duck
- 2017 : Detroit : Darryl
- 2020 : The Adventures of Bunny Bravo : Munch
- 2020 : Creat(e)ure : Rel

### Télévision
- 2006 : Just for Kicks : Ty (2 épisodes)
- 2006-2009 : The Backyardigans : Tyrone (25 épisodes)
- 2007 : Jack's Big Music Show : Leon (1 épisode)
- 2007 : Jordan : Ronnie (1 épisode)
- 2008 : iCarly : Harper (1 épisode)
- 2010-2013 : Victorious : Andre Harris (56 épisodes)
- 2011 : iCarly: iParty with Victorious : Andre Harris
- 2014 : Robot and Monster : un monstre (1 épisode)
- 2014 : Satisfaction : Mateo (6 épisodes)
- 2015 : Fear the Walking Dead : Russell (1 épisode)
- 2016-2017 : Mr. Student Body President : Damion Frye (6 épisodes)
- 2017 : Insecure : Eddie (5 épisodes)
- 2017 : Web of Spies : Morris Tremaine
- 2018 : Fireside Chat
- 2019 : Woman Up : Jeff
- 2019 : FraXtur : Harrison (5 épisodes)